# Ovamboland

La Bandiera di Ovamboland

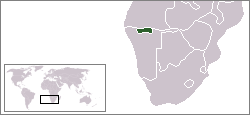
Ubicazione di Ovamboland in Africa

Ovamboland (anche: Owamboland) era il nome dato dagli Inglesi alla terra occupata dalle tribù aborigene degli Ovambo, nella Namibia settentrionale e Angola meridionale.

## Storia

### Prima del periodo dell'apartheid
Prima della prima guerra mondiale le poche infrastrutture presenti nella zona erano fornite dai missionari finlandesi, facenti parte della Società missionaria finlandese, i quali costituirono nella terra di Ovamboland il loro primo campo missionario nel 1870, a Omadongo. Durante la prima guerra mondiale, truppe militari africane conquistarono la colonia tedesca dell'Africa del Sud Ovest nel 1915, e presero controllo dell'Ovamboland nel 1917, anche se si trovava comunque fuori dalla "zona di polizia".

### Periodo dell'apartheid
A seguito della Commissione Odendaal degli anni cinquanta il governo sudafricano decise di applicare le direttive dell'apartheid nell'Africa del Sud Ovest, nel quale il Sudafrica continuò a governare la zona entro i termini del Mandato della Società delle Nazioni, e continuò a farlo anche dopo che il mandato fu revocato nel 1968.
L'Ovamboland divenne così un bantustan chiamato Owambo, creato dal governo dell'apartheid; un'auto-governante madre patria per gli aborigeni della tribù Ovambo. Fu costituita nel 1968 e l'auto-governo gli fu concesso nel 1973. L'Ovamboland fu teatro di protratte guerre di insorgenza che formarono la Guerra di indipendenza della Namibia, o la South African Border War nel Sudafrica.

### Dall'indipendenza del Namibia
L'Ovamboland, come altre madri terre di tribù aborigene nell'Africa del Sud Ovest, fu abolita nel 1989, all'inizio del periodo di transizione dell'indipendenza. Ci si riferisce alla regione più comunemente come "il Nord", ma il termine Ovamboland viene ancora usato. Vi vive più della metà dell'intera popolazione del Namibia, sul 6% del territorio namibiano.